# Олекші
Олекші (Олекше, пол. Oleksze) — село в Польщі, у гміні Орля Більського повіту Підляського воєводства. Населення — 12 осіб (2011).

## Назва
Назва села походить від імені Олекша (Олекса, Олексій).

## Історія
Вперше згадується в XVII столітті як Olexice alias Perehoreiki.
У 1975—1998 роках село належало до Білостоцького воєводства.

## Демографія
Демографічна структура станом на 31 березня 2011 року:
|          | Загалом | Допрацездатний вік | Працездатний вік | Постпрацездатний вік |
| -------- | ------- | ------------------ | ---------------- | -------------------- |
| Чоловіки | 6       | 0                  | 2                | 4                    |
| Жінки    | 6       | 0                  | 0                | 6                    |
| Разом    | 12      | 0                  | 2                | 10                   |